# Río Camarones
El río Camarones, también llamado quebrada de Camarones, es un curso intermitente de agua ubicado en la Región de Arica y Parinacota, en el norte de Chile. Su cauce marca el límite entre esta región y la Región de Tarapacá.
El río Camarones es el límite de la Región de Arica y Parinacota y la Región de Tarapacá.
(No debe ser confundida con una quebrada y río homónimo que desemboca en el río Tongoy, Región de Coquimbo. Ver Categoría:Cuencas costeras entre los ríos Elqui y Limarí (044))

## Trayecto
Nace en la confluencia de los ríos Ajatama y Caritaya, que se produce en el sector de Arepunta en el embalse Caritaya, en la cordillera de los Andes, a una altitud de 2900 m s. n. m. Sigue su curso aguas abajo en dirección suroeste, hasta desembocar en el océano Pacífico en caleta Camarones, cubriendo una longitud de 97 km. Su hoya hidrográfica comprende una superficie de 4760 km² y una extensión total de 135 km.
Además de sus tributarios principales, el río Camarones no tiene más tributarios con excepción de algunas vertientes ocasionales, como la quebrada de Saguara y la quebrada de Chiza, que habitualmente se encuentran secas.
Jorge Boonen fija su comienzo en las faldas del Anocarire y del Surire, nombrando además varios de sus arroyos formativos: Anocarire, Sorasura, Surire o Choquenanta, Yoruzca, Mullure, Orcuma, Guayguase (sic), todos los cuales confluyen en un lugar llamado Aripunta para dar vida a la corriente del río Camarones. Más adelante nombra los sembrados regados con sus aguas: Ajatama, Mitisaya, Isise, Esquiña, Pachica, Cuchisa, Huancarane, Taltape, Molino, Camarones, Maquita, Chupusirca, Cunanocsa (sic), Chuquichambe, Bajada de Lluta, Cuya y Mollar. Boonen la consideraba de mucha importancia, puesto que podía abastecer una numerosa guarnición y tenía caminos expeditos hacia la costa y la Pampa del tamarugal.: 112 

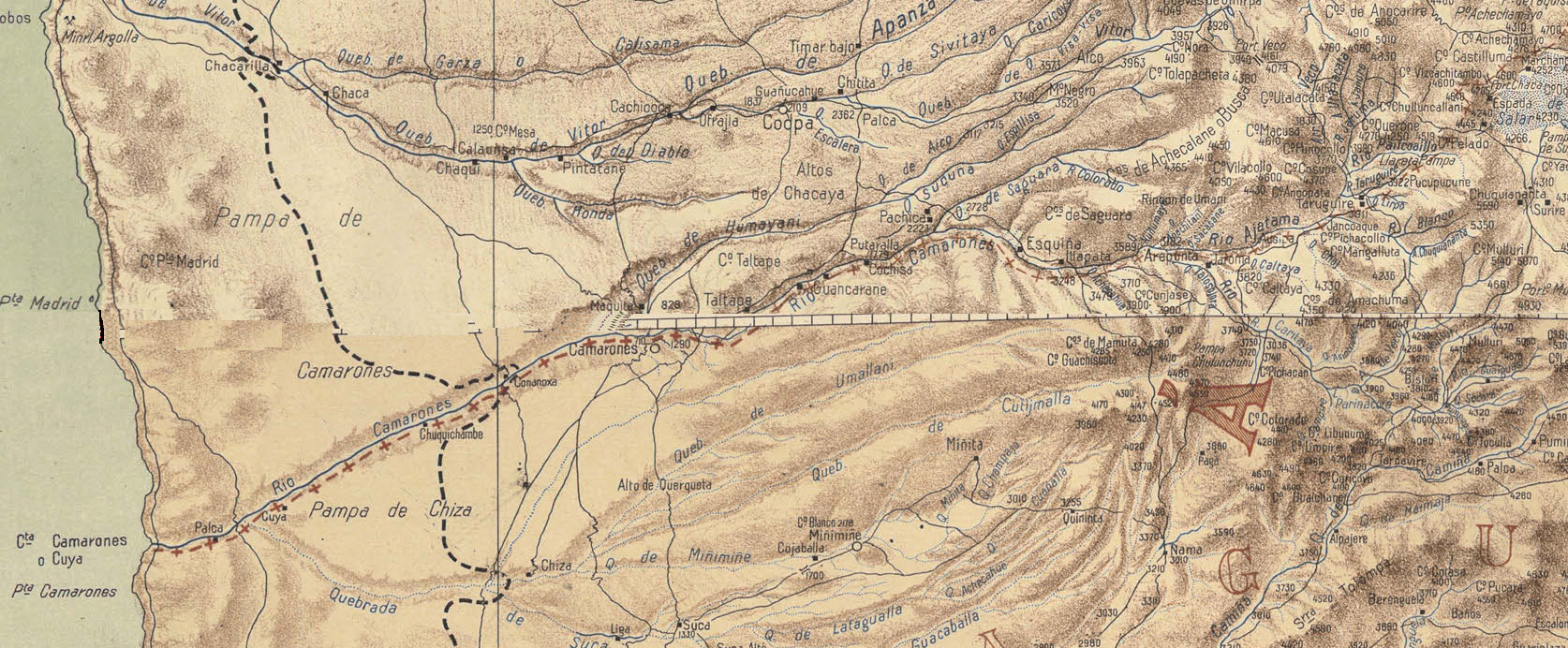
Cuenca del río Camarones en dos mapas de Mapas Provinciales Atlas Centenario.

## Caudal y régimen
Las fuertes lluvias que caen durante la temporada de verano, durante el fenómeno conocido como invierno altiplánico, provocan violentas crecidas del río. Su caudal medio anual, en su curso inferior es de 0,40 m³/s, caudal reducido por el intensivo uso de sus aguas para la producción agrícola en el valle de Camarones, pese a que la calidad de las aguas del río es pobre, con alta salinidad y elevado contenido de boro.
Su caudal sólo se determina a la entrada de la Angostura Conanoxa, y por lo tanto, aguas abajo de las principales zonas regadas, así es que esa medida no representa el verdadero comportamiento natural del rIo. El módulo medido en Conanoxa en 22 años de observación asciende a 0,36 m³/s.: 42 

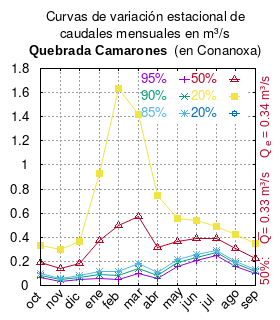
Curvas de variación estacional de la quebrada de Camarones en Conanoxa.

El caudal del río (en un lugar fijo) varía en el tiempo, por lo que existen varias formas de representarlo. Una de ellas son las curvas de variación estacional que, tras largos periodos de mediciones, predicen estadísticamente el caudal mínimo que lleva el río con una probabilidad dada, llamada probabilidad de excedencia. La curva de color rojo ocre (con {\displaystyle {\color {Red}\vartriangle }}) muestra los caudales mensuales con probabilidad de excedencia de un 50%. Esto quiere decir que ese mes se han medido igual cantidad de caudales mayores que caudales menores a esa cantidad. Eso es la mediana (estadística), que se denota Qe, de la serie de caudales de ese mes. La media (estadística) es el promedio matemático de los caudales de ese mes y se denota {\displaystyle {\overline {Q}}}. 
Una vez calculados para cada mes, ambos valores son calculados para todo el año y pueden ser leídos en la columna vertical al lado derecho del diagrama. El significado de la probabilidad de excedencia del 5% es que, estadísticamente, el caudal es mayor solo una vez cada 20 años, el de 10% una vez cada 10 años, el de 20% una vez cada 5 años, el de 85% quince veces cada 16 años y la de 95% diecisiete veces cada 18 años. Dicho de otra forma, el 5% es el caudal de años extremadamente lluviosos, el 95% es el caudal de años extremadamente secos. De la estación de las crecidas puede deducirse si el caudal depende de las lluvias (mayo-julio) o del derretimiento de las nieves (septiembre-enero).

## Historia
La desembocadura del río Camarones es uno de los sitios considerados dentro del Patrimonio de la Humanidad de la Unesco por haber sido asentamiento de la cultura chinchorro, cultura de cazadores-recolectores marinos que residieron en la costa norte del desierto de Atacama desde aproximadamente 5450 a. C. hasta 890 a. C.
Hasta el río Camarones llegó el ejército de Bolivia en noviembre de 1879 antes de volver a Arica por orden de Hilarión Daza, dejando así a las fuerzas aliadas del general Juan Buendía sin apoyo desde el norte como habían planeado los jefes de sus fuerzas. Daza, acompañado de algunos oficiales continuo hasta la quebrada de Tana y retornó a Arica sin participar en la siguiente batalla de Dolores.
Este río era el límite norte de Chile hasta el tratado de Lima de 1929. Por cierto Chile ocupaba militarmente de acuerdo con el tratado de Ancón de 1883 Arica y Tacna, hasta el río Sama, pero la soberanía sobre ambas provincias estaba en disputa.
En su tratado de 1897, Jorge Boonen hace una detallada descripción del río, que por sus recursos era muy importante para la subsistencia de guarniciones militares en esa época.
Francisco Solano Asta-Buruaga y Cienfuegos escribió en 1899 en su Diccionario Geográfico de la República de Chile sobre el río:
Camarones (Quebrada y río de).-—Prolongada y ancha cuenca ó abra, que desde los Andes en la línea divisoria entre Chile y Bolivia, se extiende hacia el SO., á lo largo del límite que divide las provincias de Tacna y Tarapacá, ó sea sus respectivos departamentos de Arica y Pisagua, hasta su desembocadura en el Pacífico, bajo los 19º 12' Lat. y 70º 20' Lon. Corre en una dirección poco tortuosa por más de 150 kilómetros con un ancho medio que no baja de tres, ciñendo sus costados serrijones calvos y altas y áridas planicies. En su fondo contiene muchos vallejos y terrazgos fértiles y de bastante producción vegetal, menos la de plantas, que impide medrar la calidad salobreña de las aguas que las afectan. De esos valles ó parajes de cultivo habitados pueden mencionarse los de Buen Retiro, Conanosa, Cuchisa, Cuya, Chupicilca, Guancarane, Humallani, Maquita, Molino de Camarones y Taltapi. La corriente de agua que la recorre, forma un escaso río ordinariamente, pero en su sección oriental aumenta en volumen con las lluvias de la región de los Andes, aunque á medida que se acerca á la costa, va perdiéndose de modo que poco antes de su término, ó sea, por la parte inmediata á la desembocadura de la quebrada de Chisa, no se halla representado sino por algunos lagunajos y pecinales. El nombre de esta quebrada, como el del rio, se debe á la abundancia de camarones (Astacus chilensis), que éste cria, y entre los cuales se han encontrado algunos del tamaño de lagostinos de mar.
Luis Risopatrón lo describe en su Diccionario jeográfico de Chile (1924) sobre el río:: 838 
Camarones (Rio) 19° 00’ 70° 47’. Es formado por los rios Ajatama i Caritaya, que nacen en la rejion de las trecho, entre paredes altas i escarpadísimas, hasta llegar a los pastizales de Illapata, después del cual sigue serpenteando en el fondo de la quebrada, entre cultivos de trigo, maiz, alfalfa, cebada, papas i verduras; apesar del carácter salobre de sus aguas, encuentra potreros llenos de ganado en la hacienda de aquel misino nombre, después de la cual corre, ora al pié de los cerros que encajonan la quebrada por el N, ora al pié de los que la cierran por el S. En agua desaparece a la altura de Cuya i su cauce se desliza enseguida al pié de los cerros del lado N, de 400 m de altura, con pendientes casi verticales, siendo mas bajos los escarpes del lado S; están apartados unos de otros uno o dos kilómetros, entre los que se encierra un valle inculto i deshabitado, en el que crecen solamente arbustos i un poco de pasto blanco, en una rejion en que las lluvias son mui raras, pero que está favorecida por un abundante rocío. La superficie total del valle alcanza a unas 4 500 hectáreas i las aguas del rio llegan a la caleta de aquella denominación, solamente en los meses de los veranos mui lluviosos, en forma de una pequeña acequia, entre elevados cerros; se encuentran en la quebrada, toda clase de minerales i en ella reinan las tercianas, principalmente en los meses de verano i otoño. Desde las casas de la hacienda del mismo nombre, un sendero va hacia el E, por terreno plano, en la orilla derecha del valle, el que se estrecha después de unos 7 kilómetros, lo que obliga al sendero a ir por el lecho del rio; repecha enseguida una larga cuesta después de Guancarane, que lleva a Pachica, empina una repechada, cruza la quebrada de Saguara i continúa en la falda hasta Esquina. 3, I, p. 326 (Alcedo, 1786); 15, II, p. 60 (1710); 62, II, p. 371; 63, p. 82; 116, p. 282; 155, p. 109; i 156; i quebrada en 1, IX, p. 50 i 60; XI, p. 28 i 59; XX, p. 215 i 216; I XXIII, p. 5 i 22; 77, p. 15; 87, p. 142; 94, p. 16 i 53; 116, p. 276 i 281; 139, p. 33; 141, atlas de Raimondi (1874); i 149, I, p. 123, 124 i 127.

## Población, economía y ecología
Con respecto al riego, el río se divide en tres sectores:
- En su curso superior, entre Condumaya y la Angostura de Isise, el río riega las localidades de Quebrada, Illapata y Condumaya.
- En su curso medio, entre la angostura de Isise y Taltape, en un tramo de aproximadamente 25 km, el río riega las localidades de Catinjagua, Huancarane, Pampa Nuna, Caruta, Iquilta e Isise.
- Finalmente, en su curso inferior, se encuentra la zona más importante desde el punto de vista de superficie cultivada. Comprende desde la angostura de Taltape hasta el Océano Pacífico y riega las localidades de Camarones, Portocarrero, Chupisilca, Conanoxa y Cuya.

En total se riegan, siempre según Niemeyer en su obra de la década de los 1990s, 500 ha.: 46 
En la desembocadura del Camarones se en encuentran los monumentos o esculturas de las momias de la Cultura Chinchorro